# The Truce Hurts
«Тимчасове перемир'я» (англ. The Truce Hurts) — тридцять п'ятий епізод із серії короткометражних мультфільмів «Том і Джеррі». Дата випуску: 17 липня 1948 року.

## Сюжет
Том, Джеррі та Спайк ворогують один з одним, і навіть б'ються. Раптом Спайк зупиняє бійку та пояснює, що коти, миші та собаки можуть разом жити мирно та дружно. Вони втрьох підписують мирну угоду, обіцяючи її не порушувати і стають друзями.
Том, Джеррі та Спайк сплять разом. Після підйому вони втрьох випивають по склянці молока, і Джеррі вирушає погуляти.
Помийний кіт Бутч бере мишу, кладе її на «блюдо» (кришка від бака для сміття) з гарніром з недоїдків і вирішує закусити. У цей момент Том бачить, що Джеррі в небезпеці, підбігає до Бутча, відбирає у нього Джеррі і відправляє мишеня додому. Бутч з жахом — як кіт може дружити з мишею і з виглядом психа б'є себе цеглиною по голові.
Чужий пес гризе кістку. Він помічає Тома, хапає його, кладе на тарілку, встромляє коту в рот яблуко і надає його хвосту форму поросячого хвостика. Тома рятує Спайк і вибиває псові всі зуби.
Троє друзів разом крокують вулицею. Несподівано повз них проїжджає вантажівка з м'ясом, і з неї випадково випадає загорнутий у папір соковитий шматок м'яса, до якого вони підбігають. Вони посмажили м'ясо, і беруться за трапезу. Але не можуть цей шматок поділити. Спайк вирішує розділити м'ясо хитрим способом: Джеррі він поступається малим шматком, Тому дає кісточку, а собі бере решту. Після неправильного розподілу починається протистояння за шматок м'яса, який в результаті вилітає через вікно, падає у водяний стік і звідти в каналізацію. Згодом Том, Джеррі та Спайк розривають свій мирний договір, і знову починають битися.

## Факти
- Це один з мультфільмів, в яких Том, Джері і Спайк або дружать, або ворогують один з одним.
- У мультфільмі було аранжування на музику з фільму «Чарівник країни Оз».
- У мультфільмі «Matinee Mouse» додано новий момент, в якому Том, Джеррі і Спайк зупиняють битву і дивляться з екранів кінотеатру на нинішніх Тома і Джеррі, що б'ються.
- Момент після того, як вантажівка наїжджає на трьох друзів, і ті стають схожими на негрів[en] вирізано як у деяких телевізійних показах мультфільму, так і на DVD.
- Ім'я Спайка у мирному договорі написано як Бутч. Фінальний фрагмент цієї серії, де Пес, Кіт і Миша ділять між собою величезний шматок м'яса, «по-братському», через що знову сваряться, явна алюзія, що ж пародією на зустріч у Тегерані 1943 року, і на подальший поділ Європи.
- Це одна із серій, у якій Том і Джеррі (і разом із ними Спайк) програють.